# Os pisiforme

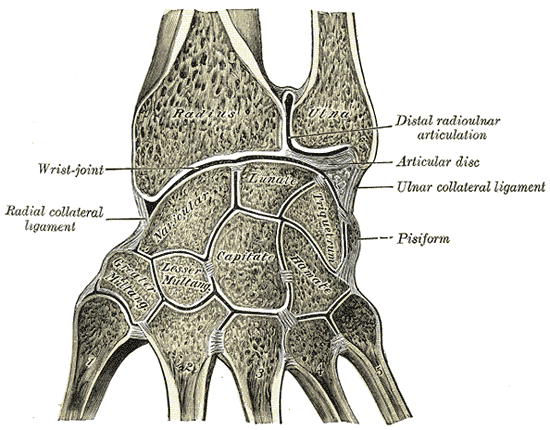
Locatie van het os pisiforme aan de mediale zijde van het handskelet

Het os pisiforme of erwtenbeen is een van de acht handwortelbeentjes. De naam pisiforme, erwtvormig, is afgeleid van het Latijnse pisum, dat erwt betekent. Het os pisiforme is een sesambeen.
Het botje is gelegen aan de mediale zijde van de proximale rij van handwortelbeentjes. Het vormt enkel een gewrichtsverbinding met het os triquetrum.
Aan de handpalmzijde hecht aan het os pisiforme het retinaculum flexorum manus, een band gelegen tussen het os scaphoideum en os trapezium enerzijds en het os pisiforme en het os hamatum anderzijds. Verder bevindt zich ter hoogte van het os pisiforme de insertie van de musculus flexor carpi ulnaris en de musculus abductor digiti minimi manus.

Het erwtenbeen in de linkerhand